# Glebionis carinata
Glebionis carinata (хризантема кіляста як Chrysanthemum carinatum, хризантема кілювата як Chrysanthemum carinatum) — вид рослин з родини айстрових (Asteraceae), батьківщиною є Марокко.

## Опис
Однорічна рослина 40–80 см. Сім'янки з (2) 3 широко-крилатими ребрами і лише злегка помітними поздовжніми реберцями між ними. Серединні трубчасті квітки з темно-червоним відгином. Листові пластини 25–50+ × 15–30+ мм. 2n = 18.

## Поширення
Батьківщиною є Марокко; натуралізований у Каліфорнії — США, Норвегії, Білорусі, Литві, Молдові, Росії; також культивується.
В Україні вид зростає в садах і парках — майже на всій території.

## Використання
Декоративна рослина.